# Крипс, Йозеф
Йозеф Алоиз Крипс (нем. Josef Alois Krips; 1902—1974) — австрийский скрипач и дирижёр.

## Биография
Йозеф Алоиз Крипс родился 8 апреля 1902 года в Вене.
Учился в Венской консерватории у Ойзебиуса Мандышевского (теория музыки, композиция) и Феликса Вайнгартнера (дирижирование), в 1921—1924 гг. работал ассистентом последнего в Венской Народной опере. В 1926—1933 гг. возглавлял Баденскую придворную капеллу, затем вернулся в Вену в 1933 г. на должность постоянного дирижёра Народной оперы. С 1935 г. также преподавал в Венской академии музыки. В 1920-30-е гг. сочетал дирижирование с выступлениями в качестве скрипача — в том числе в составе популярного струнного квартета под управлением Макса Штруба. После аншлюса был вынужден покинуть Австрию, работал в Белграде с местным оркестром, затем до конца войны служил на пищевой фабрике.
После Второй мировой войны Крипс стал одним из немногих остававшихся в Европе австрийских и немецких дирижёров, кто ни в какой форме не сотрудничал с фашистским режимом и потому мог свободно выступать. Он стал первым послевоенным руководителем Венского филармонического оркестра и Зальцбургского фестиваля.
В 1946 и 1947 годах дирижировал Венским филармоническим оркестром на знаменитом Новогоднем концерте.

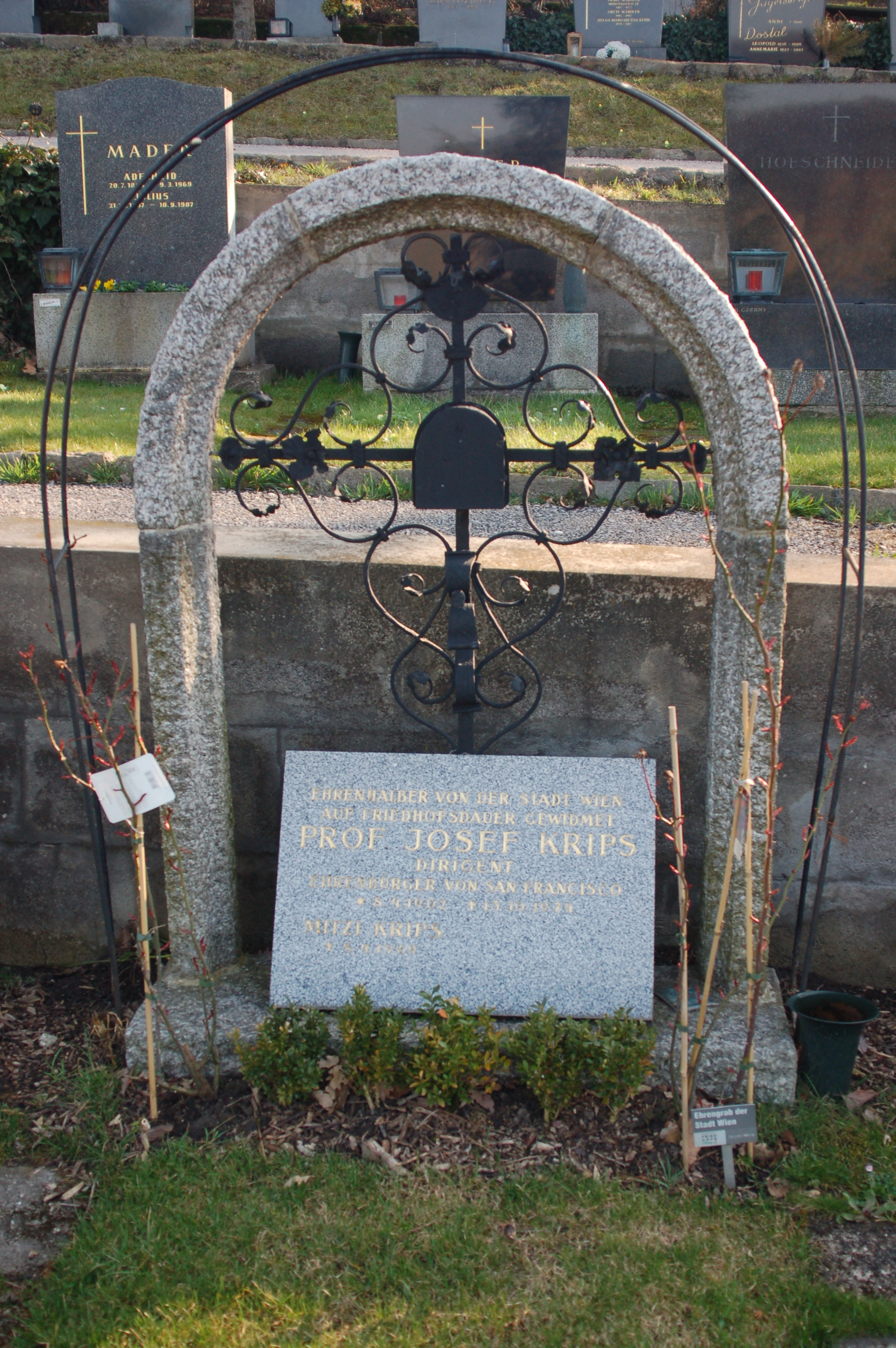
Могила Крипса

В 1950—1954 гг. Крипс был главным дирижёром Лондонского симфонического оркестра, затем возглавлял Филармонический оркестр Баффало и в 1963—1970 гг. Симфонический оркестр Сан-Франциско, наконец, в 1970—1973 гг. — Венский симфонический оркестр.
Среди записей Крипса выделяется осуществлённая им в 1960 г. вместе с Лондонским симфоническим оркестром запись всех девяти симфоний Бетховена, получившая высокую оценку критики и публики и многократно переиздававшаяся в дальнейшем. Из оперных записей Крипса выделяются моцартовские «Дон Жуан» и особенно «Похищение из сераля».
В 1947 и 1971 году гастролировал в СССР с Венской государственной оперой.
Йозеф Крипс умер 13 октября 1974 года в Женеве, похоронен в Вене на Нойштифтском кладбище.